# Komusō

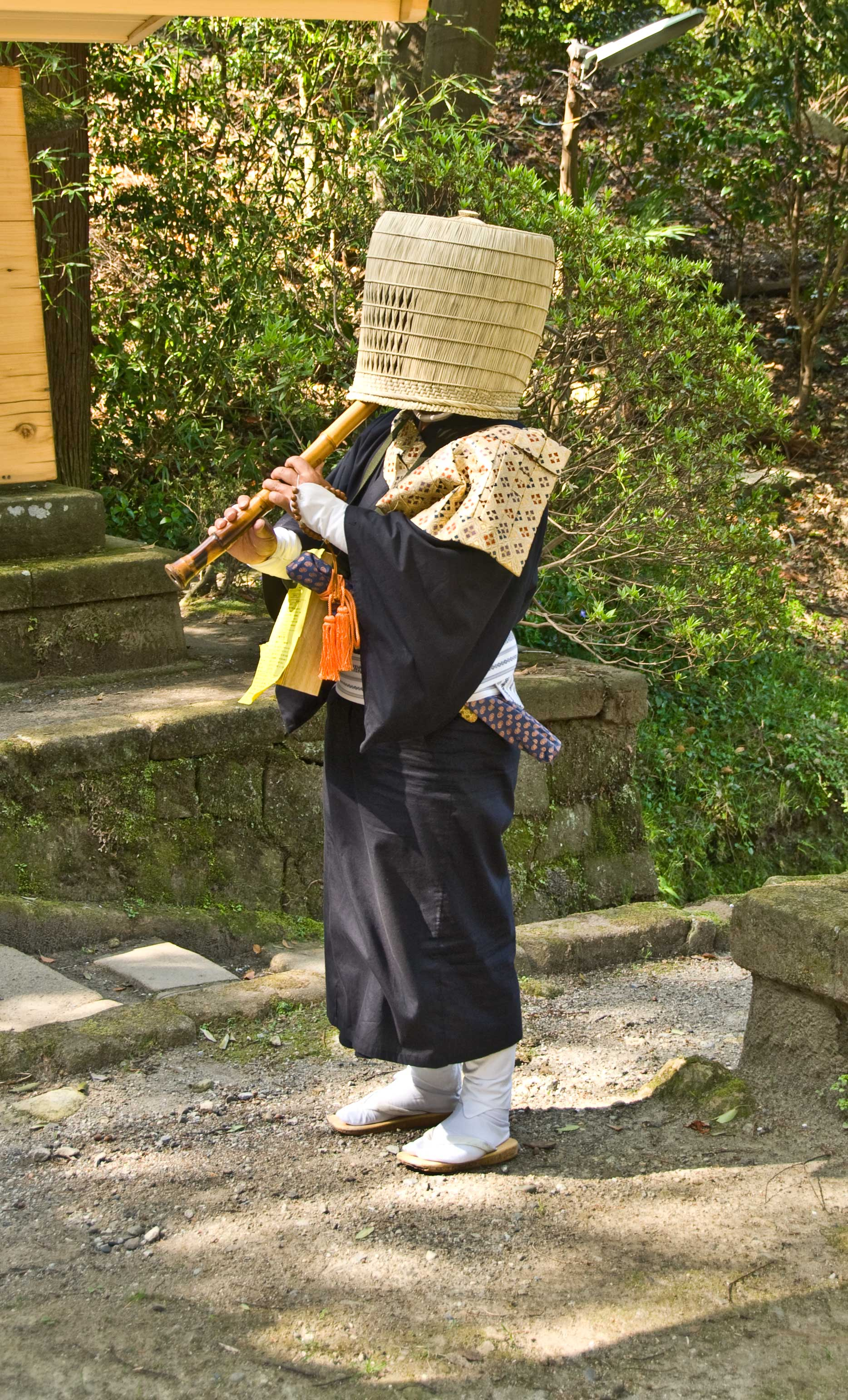
Representación de un komusō.

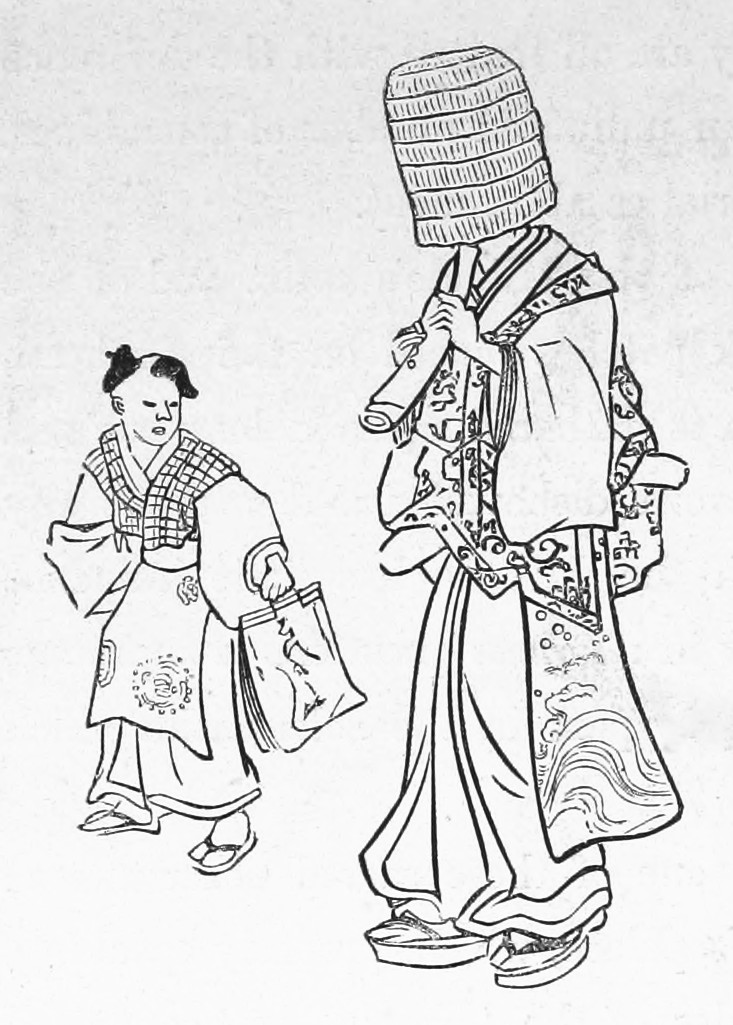
Bosquejo de un komusō.

Un komusō (虚無僧 lit. monje de la nada o del vacío?) era un monje mendicante de la secta Fuke del budismo zen. Por lo general se les caracteriza por utilizar una canasta de paja en la cabeza como una manifestación de la ausencia de ego y tocando la shakuhachi (una flauta japonesa) utilizada para meditar.
Los komusō practicaban el suizen, un tipo de meditación en la que solo tocaban piezas en el shakuhachi llamadas honkyoku.
Debido a su vestimenta, los ninja se disfrazaban de komusō para pasar inadvertidos.

## Etimología
- 虚無僧 komuso' significa  "sacerdote de no ser" o "monje del vacío"
  - 虚無 (kyomu ou komu) significa "no ser, vacío"
    - 虚 (kyo ou ko) significa "nada, vacío, falso"
    - 無 (mu) significa "nada, cero"

  - 僧 (so) significa "sacerdote, monje"